# Pietrafitta
Pietrafitta är en ort och kommun i provinsen Cosenza i regionen Kalabrien i Italien. Kommunen hade 1 246 invånare (2018).